# Экстремальный метал
Экстремальный метал (от англ. extreme metal) — широкий термин из области классификации музыкальных стилей, который используется по отношению к некоторым «родственным» подстилям хеви-метала, появившимся с начала 1980-х годов. Этот термин относится не к одному определённому стилю или звучанию, а к таким жанрам метала, как трэш-метал, блэк-метал, дэт-метал и дум-метал, а также к музыке, сочетающей в себе элементы данных подстилей. Согласно Макайверу: «Экстремальный метал — это музыка, которая быстрее, жёстче, тяжелее или агрессивнее, чем мейнстримный хеви-метал в исполнении таких классических групп, как Iron Maiden, Judas Priest и Motörhead, либо новых групп, таких как Slipknot, Korn, Deftones, Limp Bizkit, Staind и Linkin Park».

## Характеристика
Экстремальные метал-группы, в отличие от традиционных хеви-метал-групп, предпочитают более «абразивные» музыкальные свойства, такие как высокий ритм, повышенная агрессия и крайняя жёсткость.
Экстремальный метал характеризуется искаженным звучанием как инструментов (дисторшн), так и вокала (гроулинг или скриминг), меньшим вниманием к гитарным соло и мелодии, высоким техническим уровнем исполнения композиций и быстрыми темпами (очень часто темп достигает больше 200 ударов в минуту). Лирическими темами экстремального метала являются более явные и/или серьёзные отсылки к сатанизму, оккультизму и более тёмным сторонам человеческой жизни, которые выходят за рамки или являются отвратительными, такие как смерть, самоубийство и война. Всё это может оказывать отталкивающий эффект на неподготовленного слушателя, из-за чего в большинстве стран мира экстремальный метал не получает большой известности на радиостанциях и телевидении и не достигает высоких позиций в чартах.
Согласно этнографу Кейту Кан-Харрису, определяющие характерные черты экстремального метала могут рассматриваться как явно трансгрессивные: выше перечисленные «экстремальные» признаки направлены на попрание моральных устоев общества. Кан-Харрис утверждает, что экстремальный метал может быть «близок к бесформенному шуму», по крайней мере, для неподготовленного слушателя. Тематика песен часто затрагивает апокалиптические темы, а христианство часто описывается как что-то слабое и покорное, также многие песни выражают мизантропию. Часть групп в своих песнях проявляет ультраправые политические взгляды. Например, шведская блэк-метал-группа Marduk в некоторых своих песнях упоминала немецкие танковые дивизии времён Второй мировой войны (например, Panzer Division Marduk).

## История
Одной из первых групп в жанре экстремального метала, освещая темы зла, дьявола и ада, стала британская группа Venom. Её первые альбомы, Welcome to Hell (1981) и Black Metal (1982), считаются главными вдохновителями трэш-метала и экстремального метала в целом. Совместно с Discharge, The Exploited и Amebix они определили основные элементы экстрим-метал-сцены. В 1983 году вышел альбом Kill 'Em All группы Metallica, соединивший элементы NWOBHM и хардкор-панка со стилем группы Motörhead, став первым альбомом в жанре трэш-метал. Вскоре Slayer выпустили свой трэш-метал-альбом Show No Mercy, вдохновлённый звучанием Venom, Judas Priest, Iron Maiden и Mercyful Fate.
Первые альбомы группы Hellhammer были раскритикованы, в результате чего группа была расформирована и создана Celtic Frost, оказавшая большое влияние на развитие жанра. В то время граница между поджанрами экстремального метала была размыта, и такие группы, как Slayer, Sepultura, Sodom, Destruction и Kreator были неотъемлемой частью сцены прото-блэк-метала.
Начиная с 1987 года отдельно выделяются дэт-метал, блэк-метал, трэш-метал и грайндкор, каждый из которых раздробился на множество собственных поджанров.

## Лучшие альбомы экстремального метала по версииLoudwire
В 2015 году американский онлайн-журнал Loudwire опубликовал топ-25 альбомов экстремального метала, по их мнению. Места с 1-го по 10-е заняли:
1. Slayer — Reign in Blood (1986)
2. Morbid Angel — Altars of Madness (1989)
3. Death — Human (1991)
4. Dissection — Storm of the Light’s Bane (1995)
5. Emperor — Anthems to the Welkin at Dusk (1997)
6. Venom — Black Metal (1982)
7. Napalm Death — Scum (1987)
8. Mayhem — De Mysteriis Dom Sathanas (1994)
9. Carcass — Necroticism — Descanting the Insalubrious (1991)
10. At the Gates — Slaughter of the Soul (1995)